# LJN
LJN — американский производитель игрушек и издатель компьютерных игр, существовавший с 1970 по 1995 год. Компания выпускала коллекции игрушек, а также компьютерные игры по мотивам фильмов и телешоу с участием звезд.

## История
Компания зарегистрирована в 1970 году как «LJN Toys Ltd.» в нью-йоркском районе Мидтаун Джеком Фридманом, который позднее основал несколько других компаний, занимающихся игрушками, самые заметные из которых — THQ и Jakks Pacific. В дальнейшем главный офис компании был перенесен в Линдхерст (Нью-Джерси).
Название «LJN» взято по первым буквам имени Lewis J. Norman, которое представляет собой имя Нормана Дж. Льюиса с измененным порядком слов, на чью компанию по производству игрушек в 1960-х годах работал Фридман в должности торгового представителя. Некоторое время Льюис поддерживал LJN финансово, но позднее продал свою долю китайскому инвестору.
С самого начала LJN выпускала игрушки и фигурки по множеству популярных франшиз, включая такие фильмы как Индиана Джонс и храм судьбы, Инопланетянин, Гремлины, Bionic Six.
В 1985 году компания была выкуплена за 66 или 67 млн долларов компанией MCA, входящей в холдинг компаний Universal Music Group, которая в середине 1980-х скупала компании с целью увеличения доходов от продажи сопутствующей своим фильмам атрибутики и подобной продукции. Основатель Джек Фридман покинул компанию два года спустя. Следующей его компанией стал THQ (первоначально Toy HQ), которая поначалу также специализировалась на компьютерных играх, основанных на популярных франшизах.
В 1987 году LJN открыла направление деятельности в виде публикации компьютерных игр для игровой приставки NES. Для LJN это был первый опыт работы с компьютерными играми, но не для МСА, которая в то время имела совместное предприятие с Atari по разработке игр и другого ПО для домашних игровых систем и аркадных автоматов на основе различных продуктов МСА.
В 1989 году, после провала подразделения LJN Entertech, выпускавшего реалистичное игрушечное оружие, стоившее MCA падением продаж в 79,5 % во втором квартале 1989 года, компанию было решено продать. Покупателем стал издатель Acclaim Entertainment, расплатившийся к 1990 году деньгами и собственными акциями в объеме от 30 до 50 % суммы сделки.
Acclaim избавился от игрушечного подразделения, и LJN полностью сконцентрировалось на издании компьютерных игр по франшизам. В эпоху приставок третьего поколения Nintendo с целью обеспечения качества серьезно ограничивала количество выпускаемых игр на своей системе NES для конкретного разработчика. Это вынуждало компании наподобие Acclaim использовать свои подразделения и дочерние компании для обхода такого положения. Но даже когда в середине 1990-х Nintendo отменило данное правило, Acclaim использовала LJN для выпуска нескольких игр для Super Nintendo и Game Boy.
LJN была исключительно издателем компьютерных игр. Компания самостоятельно не разработала ни одной игры.
В 1995 году LJN совместно с Flying Edge и Arena Entertainment (другими студиями, издававшими игры на системах Sega) были переведены во внутреннюю структуру Acclaim. LJN как самостоятельная компания перестала существовать.
В 2000 марка LJN была кратковременно использована Acclaim для издания игры Spirit of Speed 1937 на платформе Dreamcast.

## Коллекции игрушек
- 255 Computer Command Cars
- Advanced Dungeons & Dragons
- Baby Blinkins
- Back to the Future Part II
- Baseball Talk
- Bionic Six
- Boy George
- Brooke Shields
- Dune
- E.T.
- Emergency!
- Entertech
- Ethosrox
- Gremlins
- Indiana Jones and the Temple of Doom
- Magnum, P.I.
- Michael Jackson
- Oodles
- Photon
- Plantsters
- Punisher
- Road Rovers
- Road Stars
- Roll 'n Rocker
- Rookies
- Rough Riders
- Suckers
- S.W.A.T
- Switch Force
- Thundercats
- Tigersharks
- Tiny Dinos
- Video Art
- Voltron
- Who Framed Roger Rabbit
- Wrestling Superstars
- The Terminator

## Компьютерные игры
| Год  | Название                                                 | Разработчик                                           | Платформы                          | Жанр                                     | Франшиза (лицензирование)                                                  |
| ---- | -------------------------------------------------------- | ----------------------------------------------------- | ---------------------------------- | ---------------------------------------- | -------------------------------------------------------------------------- |
| 1987 | Jaws                                                     | Westone                                               | NES                                | Action                                   | Франшиза «Челюсти»                                                         |
| 1987 | Gotcha! The Sport!                                       | Atlus                                                 | NES                                | Action, Шутер, Спортивный симулятор      |                                                                            |
| 1987 | The Karate Kid                                           | Atlus                                                 | NES                                | Action                                   | Франшиза «Парень-каратист»                                                 |
| 1988 | Town & Country Surf Designs: Wood & Water Rage           | Atlus                                                 | NES                                | Спортивный симулятор                     | Лицензировано производителем досок для сёрфинга Town & Country Surf Design |
| 1988 | Major League Baseball                                    | Atlus                                                 | NES                                | Спортивный симулятор                     | Лицензировано Главной лигой бейсбола                                       |
| 1989 | Friday, The 13th                                         | Atlus                                                 | NES                                | Survival horror                          | Франшиза «Пятница, 13-е»                                                   |
| 1989 | Back to the Future                                       | Beam Software                                         | NES                                | Action                                   | Франшиза «Назад в будущее»                                                 |
| 1989 | Who Framed Roger Rabbit                                  | Rare                                                  | NES                                | Action, Квест                            | Франшиза «Кто подставил кролика Роджера»                                   |
| 1989 | NFL Football                                             | Atlus                                                 | NES                                | Спортивный симулятор                     | Лицензировано Национальной футбольной лигой                                |
| 1989 | The Uncanny X-Men                                        | Возможно, Bothtec или Pixel                           | NES                                | Action                                   | Франшиза «Люди Икс». Лицензировано Marvel Comics.                          |
| 1990 | A Nightmare on Elm Street                                | Rare                                                  | NES                                | Action                                   | Франшиза «Кошмар на улице Вязов»                                           |
| 1990 | Pictionary                                               | Software Creations                                    | NES                                | Стратегия, Головоломка                   |                                                                            |
| 1990 | The Amazing Spider-Man                                   | Rare, Крис Сазерленд                                  | Game Boy                           | Action                                   | Франшиза The Amazing Spider-Man                                            |
| 1990 | Back to the Future II & III                              | Beam Software                                         | NES                                | Action, Квест, Головоломка               | Франшиза «Назад в будущее»                                                 |
| 1990 | WWF WrestleMania Challenge                               | Rare                                                  | NES                                | Спортивный симулятор                     | Лицензировано World Wrestling Federation                                   |
| 1990 | The Punisher                                             | Beam Software                                         | NES                                | Шутер                                    | Франшиза «Каратель». Лицензировано Marvel Comics.                          |
| 1991 | WWF Superstars                                           | Rare                                                  | Game Boy                           | Спортивный симулятор                     | Лицензировано World Wrestling Federation                                   |
| 1991 | The Punisher: Ultimate Payback                           | Beam Software                                         | Game Boy                           | Action, Шутер                            | Франшиза «Каратель». Лицензировано Marvel Comics.                          |
| 1991 | Wolverine                                                | Software Creations                                    | NES                                | Action, Beat 'em up, Платформер, Файтинг | Франшиза «Росомаха». Лицензировано Marvel Comics.                          |
| 1991 | Terminator 2: Judgment Day                               | Probe Entertainment                                   | NES, SNES                          | Рельсовый шутер для светового пистолета  | Франшиза «Терминатор 2: Судный день»                                       |
| 1991 | Terminator 2: Judgment Day                               | Software Creations (NES), Bits Studios (SNES)         | NES, SNES                          | Action, Beat 'em up, Шутер               | Франшиза «Терминатор 2: Судный день»                                       |
| 1991 | Bill & Ted’s Excellent Video Game Adventure              | Rocket Science Games (NES), Beam Software (GB)        | NES, Game Boy                      | Action-adventure                         | Франшиза «Невероятные приключения Билла и Теда»                            |
| 1991 | Beetlejuice                                              | Rare                                                  | NES                                | Action, Квест, Платформер                | Франшиза «Битлджус»                                                        |
| 1992 | Town & Country 2: Thrilla’s Surfari                      | Sculptured Software                                   | NES                                | Спортивный симулятор                     | Лицензировано производителем досок для сёрфинга Town & Country Surf Design |
| 1992 | WWF Super WrestleMania                                   | Sculptured Software                                   | Sega Mega Drive, SNES              | Спортивный симулятор                     | Лицензировано World Wrestling Federation                                   |
| 1992 | Alien 3                                                  | Probe Entertainment                                   | NES                                | Action, Шутер                            | Франшиза «Чужой 3»                                                         |
| 1992 | WWF WrestleMania: Steel Cage Challenge                   | Sculptured Software                                   | NES                                | Спортивный симулятор                     | Лицензировано World Wrestling Federation                                   |
| 1992 | WWF Superstars 2                                         | Sculptured Software                                   | Game Boy                           | Спортивный симулятор                     | Лицензировано World Wrestling Federation                                   |
| 1992 | Spider-Man 2                                             | Bits Studios                                          | Game Boy                           | Action                                   | Лицензировано Marvel Comics                                                |
| 1992 | Roger Clemens' MVP Baseball                              | Sculptured Software                                   | NES                                | Спортивный симулятор                     | Лицензировано Главной лигой бейсбола                                       |
| 1992 | Spider-Man and the X-Men in Arcade’s Revenge             | Software Creations (NES), Unexpected Development (GB) | NES, Game Boy                      | Action, Платформер                       | Лицензировано Marvel Comics                                                |
| 1992 | The Incredible Crash Dummies                             | Software Creations (NES), Gray Matter (SNES)          | NES, SNES                          | Action, Платформер                       | Франшиза The Incredible Crash Dummies                                      |
| 1992 | Beetlejuice                                              | Rare                                                  | Game Boy                           |                                          | Франшиза «Битлджус»                                                        |
| 1992 | Spider-Man: Return of the Sinister Six                   | Bits Studios                                          | NES, Game Gear, Sega Master System | Action                                   | Франшиза «Человек-паук». Лицензировано Marvel Comics.                      |
| 1992 | NBA All-Star Challenge                                   | Beam Software                                         | SNES                               | Спортивный симулятор                     | Лицензировано Национальной баскетбольной ассоциацией.                      |
| 1993 | WWF Royal Rumble                                         | Sculptured Software                                   | SNES                               | Спортивный симулятор                     | Лицензировано World Wrestling Federation                                   |
| 1993 | The Amazing Spider-Man 3: Invasion of the Spider-Slayers | Bits Studios                                          | Game Boy                           | Action                                   | Франшиза The Amazing Spider-Man                                            |
| 1993 | WWF King of the Ring                                     | Gray Matter, Eastridge Technology                     | NES, Game Boy                      | Спортивный симулятор                     | Лицензировано World Wrestling Federation                                   |
| 1993 | NFL Quarterback Club                                     | Beam Software (GB), Iguana Entertainment (SNES)       | Game Boy, SNES                     | Спортивный симулятор                     | Лицензировано Национальной футбольной лигой                                |
| 1994 | True Lies                                                | Beam Software                                         | SNES                               | Action, Шутер                            | Франшиза «Правдивая ложь»                                                  |
| 1994 | Spider-Man and Venom: Maximum Carnage                    | Software Creations                                    | SNES, Sega Mega Drive              | Beat 'em up                              | Франшиза «Человек-паук». Лицензировано Marvel Comics.                      |
| 1994 | WWF Raw                                                  | Sculptured Software (SNES), Realtime Associates (GB)  | SNES, Game Boy                     | Спортивный симулятор                     | Лицензировано World Wrestling Federation                                   |
| 1994 | Wolverine: Adamantium Rage                               | Bits Studios                                          | SNES                               | Beat 'em up, Платформер                  | Франшиза «Росомаха». Лицензировано Marvel Comics.                          |
| 1994 | Warlock                                                  | Realtime Associates                                   | SNES                               | Action-adventure                         | Франшиза «Чернокнижник»                                                    |
| 1995 | Spider-Man                                               | Western Technologies                                  | SNES                               | Action, Платформер                       | Франшиза «Человек-паук». Лицензировано Marvel Comics.                      |
| 1995 | NFL Quarterback Club II                                  | Beam Software (GB), Iguana Entertainment (SNES)       | Game Boy, SNES                     | Спортивный симулятор                     | Лицензировано Национальной футбольной лигой                                |
| 1999 | Spirit of Speed 1937                                     | Broadsword Interactive                                | Dreamcast                          | Гоночная игра                            |                                                                            |